# Pawłowice
Pawłowice (pro odlišení od stejnojmenných obcí označované často jako Pawłowice Śląskie, počeštěně Slezské Pavlovice, německy Pawlowitz) jsou vesnice v jižním Polsku ve Slezském vojvodství v okrese Pština (Pszczyna). Jsou sídlem gminy Pawłowice, kterou tvoří se šesti dalšími obcemi. Leží na historickém území Horního Slezska zhruba 10 km od českých hranic v blízkosti města Jastrzębie-Zdrój.
S 8 805 obyvatel v roce 2020 patří mezi nejlidnatější obce bez statusu města v Polsku. Od roku 2016 jsou administrativně rozděleny na dvě starostenství: Pawłowice tvořené původní vesnicí poprvé zmiňovanou v roce 1281 (3 890 obyvatel) a Sídliště Pawłowice (Osiedle Pawłowice) – panelové sídliště vybudované v 70. letech 20. století pro zaměstnance dolu Pniówek, který se částečně rozkládá na katastru Pawłowic (4 915 obyvatel).
Obcí prochází čtyřproudová národní silnice vč. 81 spojující Katovice se Skočovem a Vislou a také vojvodské silnice č. 933 Pština – Jastrzębie-Zdrój a č. 938 Pawłowice – Těšín. Osobní provoz na železniční trati do Jastrzębie, na níž se nachází stanice Pawłowice Śląskie, byl zastaven v roce 2001. V současnosti osobní vlaky projíždějí obcí pouze bez zastavení po trati Chyby (Chybie) – Žárov (Żory), v plánech je výstavba nové stanice Pawłowice Studzionka na této trati. Nákladní dopravě obsluhující doly společnosti Jastrzębska Spółka Węglowa slouží nádraží Pawłowice Górnicze JSK.

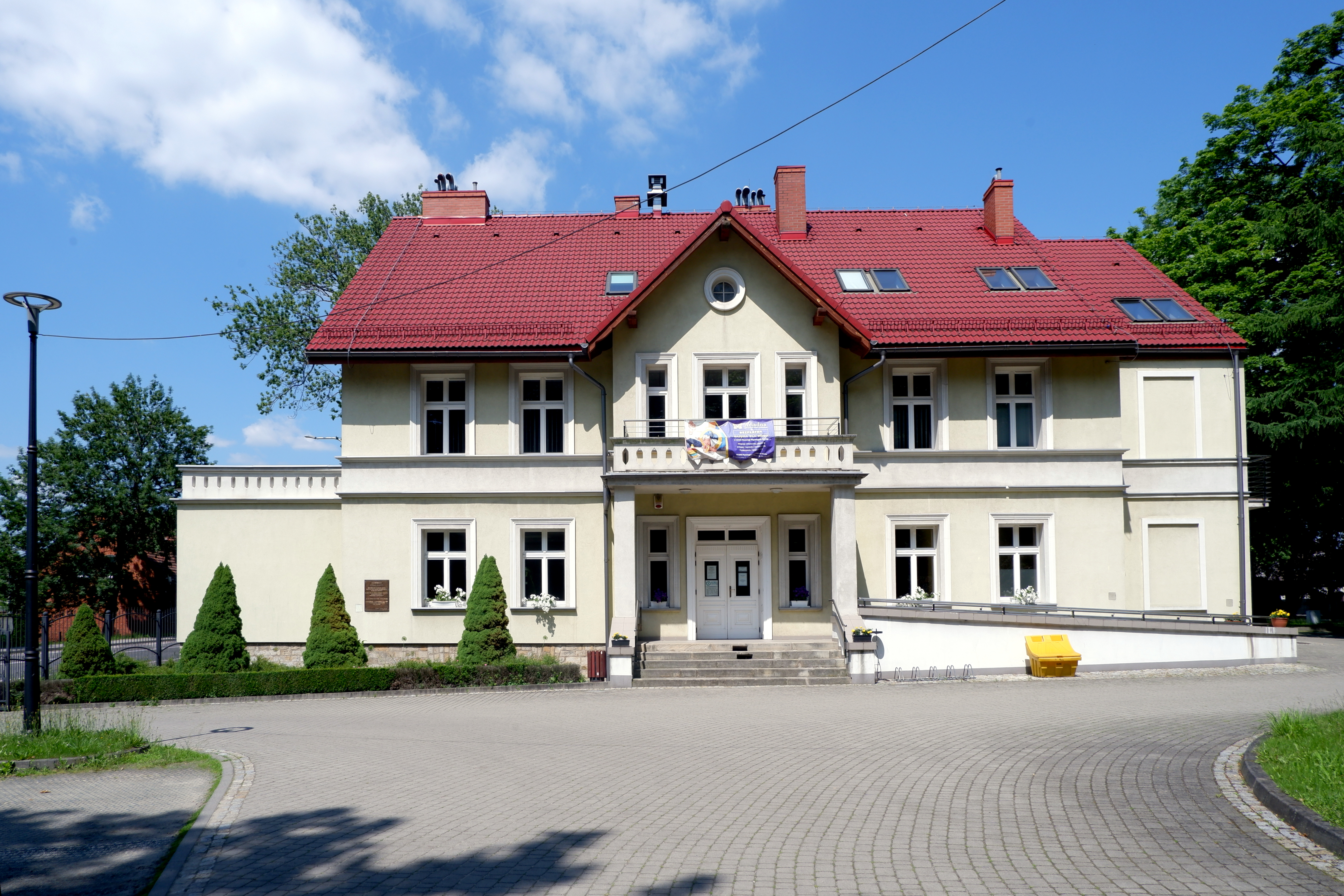
Reitzensteinova vila

Z rodu Pavlovských, kterému ves patřila od roku 1480 do poloviny 17. století, pocházel olomoucký biskup Stanislav Pavlovský. Na jeho podnět byl v letech 1594–1596 postaven farní kostel sv. Jana Křtitele – nyní nejvýznamnější místní památka. Pawłowický zámek byl zničen v roce 1945, v areálu zámeckého parku se dochovala jen klasicistní vila postavená posledními majiteli zdejšího statku, rodinou Reitzenstein, která nyní slouží jako zdravotní středisko. Roku 2017 k ní bylo přistavěno inhalátorium využívající solanku ze Záblatí.
V letech 1742–1918 ležely Pawłowice v bezprostřední blízkosti prusko-rakouské státní hranice. Podél dnešní cyklostezky z Pawłowic do Strumeně na jižním okraji obce se dochovalo několik historických hraničních kamenů a hraniční sloup.